# 18-Краун-6
18-Краун-6 — органическое соединение состава C12H24O6, относящееся к классу циклических простых эфиров (краун-эфиры) и имеющее в единственном цикле 6 атомов кислорода, расположенных в симметричном порядке. Представляет собой белые гигроскопичные кристаллы с низкой температурой плавления. Находит широкое применение как специфичный комплексообразователь для ионов калия K+. Синтез краун-эфиров принёс Нобелевскую премию Чарлзу Педерсену (1987 год).

## Получение
18-Краун-6 синтезируют по реакции Вильямсона, где в качестве строительных блоков выступают две олигоэтиленгликольные заготовки: одна — с гидроксильными группами, а другая — с какими-либо уходящими группами, например, хлоридом или тозилатом:
{\displaystyle {\mathsf {HO(CH_{2}CH_{2}O)_{2}CH_{2}CH_{2}OH+Cl(CH_{2}CH_{2}O)_{2}CH_{2}CH_{2}Cl+2KOH\rightarrow }}}
{\displaystyle {\mathsf {\rightarrow (CH_{2}CH_{2}O)_{6}+2KCl+2H_{2}O}}}
В данном синтезе катион калия выступает в качестве координирующего иона и позволяет получить именно циклический эфир, избежав образования эфирных макроцепей. Это достигается за счёт того, что при сшивке двух концов реагирующих молекул, другие два конца сближаются в пространстве за счёт координации атомов кислорода вокруг иона калия.
Также 18-краун-6 может быть получен путём олигомеризации оксида этилена в присутствии ионов калия.

## Физические свойства
18-Краун-6 представляет собой белые кристаллы, плавящиеся при температуре 36,5—38 °С. Он очень гигроскопичен и легко растворим в воде и большинстве органических растворителей.

## Химические свойства
Подобно другим простым эфирам, 18-краун-6 химически и термически стабилен.

## Комплексообразование

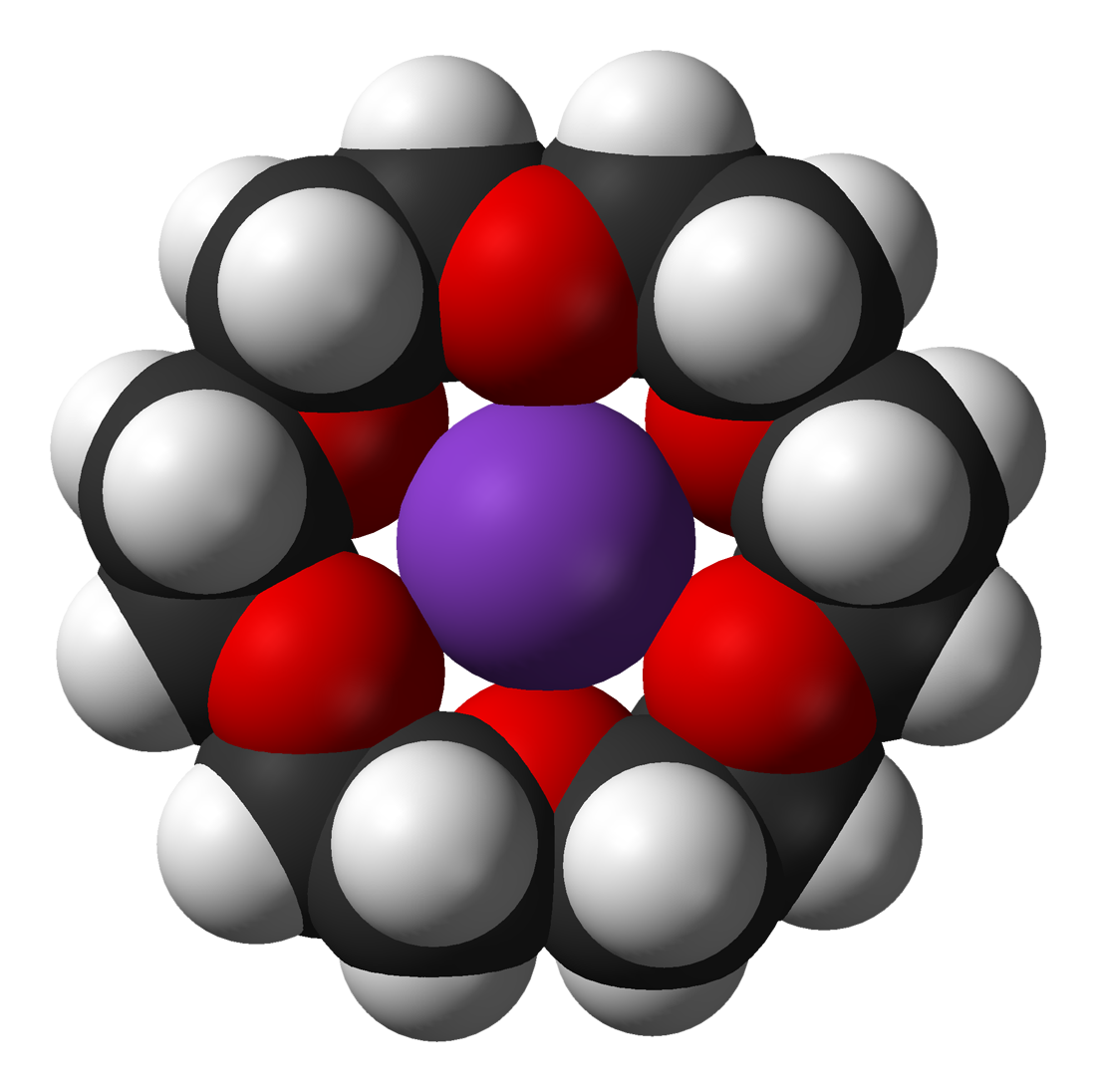
Комплекс 18С6 с ионом калия

18-Краун-6 позволяет солюбилизировать соли металлов в полярных и неполярных органических растворителях. Поскольку диаметр полости в молекуле этого краун-эфира составляет 2,6—3,2 Å, а и ионный диаметр иона калия равен 2,66 Å, 18-краун-6 более специфичен по отношению к этому металлу. Тем не менее, он также эффективно координируется с ионами натрия и цезия.
| Константы устойчивости (lg Ks) комплексов 18С6 с катионами металлов | Константы устойчивости (lg Ks) комплексов 18С6 с катионами металлов | Константы устойчивости (lg Ks) комплексов 18С6 с катионами металлов | Константы устойчивости (lg Ks) комплексов 18С6 с катионами металлов | Константы устойчивости (lg Ks) комплексов 18С6 с катионами металлов | Константы устойчивости (lg Ks) комплексов 18С6 с катионами металлов |
| Растворитель                                                        | Na+                                                                 | K+                                                                  | Cs+                                                                 | Sr2+                                                                | Ba2+                                                                |
| ------------------------------------------------------------------- | ------------------------------------------------------------------- | ------------------------------------------------------------------- | ------------------------------------------------------------------- | ------------------------------------------------------------------- | ------------------------------------------------------------------- |
| вода                                                                | 0,80                                                                | 2,03                                                                | 0,99                                                                | 2,72                                                                | 3,87                                                                |
| метанол                                                             | 4,36                                                                | 6,06                                                                | 4,79                                                                | >5,5                                                                | 7,04                                                                |

Вследствие комплексообразования краун-эфира с катионами калия происходит образование реакционноспособных анионов. Реакционноспособность анионов увеличивается по двум причинам. Во-первых, неполярные (например, бензол) или полярные апротонные растворители (ацетонитрил) не должны иметь большого сродства к анионам, вследствие чего анион в их среде не сольватирован. Во-вторых, физическое удаление закомплексованного краун-эфиром катиона от аниона уменьшает силу кулоновского взаимодействия. За счёт этого в дальнейших реакциях аниона снижается энергия активации, и он приобретает более нуклеофильные и более основные свойства. Такие анионы получили название «голых» анионов (англ. naked).